# Lạng Sơn
Lạng Sơn wymowaⓘ – miasto w północnym Wietnamie, na północny wschód od Hanoi; w pobliżu granicy z Chinami; ośrodek administracyjny prowincji Lạng Sơn. W 2009 roku liczyło 65 754 mieszkańców.
Ośrodek handlowy regionu uprawy herbaty i pozyskania drewna; przygraniczna stacja kolejowa i węzeł drogowy. Stolica rzymskokatolickiej diecezji Lạng Sơn i Cao Bằng.